# Epimadiza nigra
Epimadiza nigra är en tvåvingeart som beskrevs av Lamb 1918. Epimadiza nigra ingår i släktet Epimadiza och familjen fritflugor. Inga underarter finns listade i Catalogue of Life.